# Troppa grazia
Pour plus de détails, voir Fiche technique et Distribution.
Troppa grazia est une comédie italienne réalisée par Gianni Zanasi et sortie en 2018.

## Synopsis
Lucia est une géomètre qui tente de joindre les deux bouts grâce à la cartographie et aux relevés cadastraux. Elle doit faire face à la fin de sa relation avec Arturo et à l'adolescence de sa fille Rosa. Paolo, un entrepreneur local lié à l'administration municipale, lui confie la cartographie du terrain sur lequel doit être construit « l'Onda », un projet de construction majestueux destiné à dénaturer le paysage vallonné dans lequel Lucia a grandi.
Prise d'un accès de conscience quant à l'irrégularité des procédures d'acquisition du terrain, Lucia rencontre une femme qu'elle identifie comme la Vierge Marie et qui lui ordonne d'arrêter les travaux de construction de l'Onda et d'y construire une église. Croyant qu'elle est devenue folle, Lucia refuse d'écouter sa vision qui, pourtant, devient de plus en plus physique et pressante au fil du temps. La rencontre mystique perturbe encore davantage la vie de Lucia et l'entraîne finalement dans un voyage intérieur à la découverte d'une vérité qui a toujours été « cachée à la vue de tous ».

## Fiche technique
- Titre : Troppa grazia
- Réalisation : Gianni Zanasi
- Scénario : Gianni Zanasi, Federica Pontremoli, Michele Pellegrini et Giacomo Ciarrapico
- Photographie : Vladan Radovic
- Montage : Rita Rognoni et Gianni Zanasi
- Musique : Niccolò Contessa
- Décors : Massimiliano Sturiale
- Costumes : Olivia Bellini
- Producteur : Beppe Caschetto et Rita Rognoni
  - Producteur exécutif : Attilio Moro
- Production : IBC Movie, Pupkin Production et Rai Cinema
- Distribution : BIM Distribuzione et KMBO
- Pays d'origine :  Italie
- Genre : Comédie
- Durée : 110 minutes
- Dates de sortie :
  - France :
    - 17 mai 2018 (Cannes)
    - 26 décembre 2018 (en salles)

  - Italie : 22 novembre 2018

## Distribution
- Alba Rohrwacher : Lucia
- Elio Germano : Arturo
- Hadas Yaron : La Madone
- Giuseppe Battiston : Paolo
- Carlotta Natoli : Claudia
- Valerio Mastandrea
- Thomas Trabacchi : Serra
- Teco Celio : Giulio Ravi

## Sortie

### Accueil critique
En France, le site Allociné recense une moyenne des critiques presse de 2,6/5, et des critiques spectateurs à 2,8/5.

## Distinctions

### Sélections
- Festival de Cannes 2018 : sélection en compétition officielle à la Quinzaine des réalisateurs.
- Festival du cinéma méditerranéen de Montpellier 2018 : film de clôture.
- Festival du film italien de Villerupt 2018 : sélection en compétition officielle.
- Festival de cinéma européen des Arcs 2018 : sélection en section Playtime.